# Edu Manga
Edu Manga, właśc. Eduardo Antônio dos Santos (ur. 2 lutego 1967 w Osasco) – piłkarz brazylijski, występujący podczas kariery na pozycji pomocnika.

## Kariera klubowa
Karierę piłkarską Edu Manga zaczął w klubie SE Palmeiras w 1985 roku. W lidze brazylijskiej zadebiutował 7 września 1986 w przegranym 1-2 meczu z Santa Cruz Recife. W 1989 roku wyjechał do Meksyku do Amériki Meksyk. Z Américą zdobył mistrzostwo Meksyku w 1989 oraz Puchar Mistrzów CONCACAF w 1992 roku. W 1992 roku powrócił do Brazylii do Corinthians São Paulo, z którego wyjechał do J-League do Shimizu S-Pulse. W 1994 powrócił do Amériki Meksyk, z której w przeszedł do ekwadorskiego Emelecu Guayaquil.
W 1996 powrócił na krótko do Brazylii do Atletico Paranaense, z którego wyjechał do hiszpańskiego Realu Valladolid. W barwach Realu wystąpił w 50 meczach w Primera División. W latach 1998–1999 występował w Chile w CD Universidad Católica. W sezonie 1999–2000 występował w drugoligowym hiszpańskim CD Logroñés. Po powrocie do Brazylii Edu Manga występował w Sporcie Recife i Náutico Recife. Z Náutico zdobył mistrzostwo stanu Pernambuco – Campeonato Pernambucano w 2002 roku. W 2002 roku krótko występował w Figueirense FC, w której zakończył karierę. W Figueirense 8 września 2002 w przegranym 3-4 meczu z Fluminense Rio de Janeiro Edu Manga rozegrał ostatni mecz w lidze brazylijskiej. W lidze brazylijskiej rozegrał 75 meczów i strzelił 13 bramek.

## Kariera reprezentacyjna
W reprezentacji Brazylii Edu Manga zadebiutował 1 czerwca 1987 w wygranym 4-0 towarzyskim meczu z reprezentacją Izraela. W tym samym roku Edu Manga brał udział w Copa América 1987, na którym Brazylia odpadła w fazie grupowej. Na turnieju był rezerwowym zawodnikiem i nie wystąpił w żadnym meczu. Ostatni raz w reprezentacji wystąpił 18 czerwca 1989 w przegranym 0-4 meczu z reprezentacją Danii podczas Turnieju Duńskiego. Ogółem w reprezentacji wystąpił 9 razy.